# 久木幸男
久木 幸男（ひさき ゆきお、1924年 - 2004年2月5日）は、日本の教育学者。横浜国立大学名誉教授。北九州市立大学教授である久木尚志の父。

## 人物・来歴
1924年（大正13年）、滋賀県愛知郡愛知川町（現在の愛荘町）に生まれる。旧制彦根中学校、第三高等学校を経て、1948年（昭和23年）に京都大学文学部哲学科を卒業、1950年（昭和25年）に同大学院前期課程修了。
同年、西山短期大学助教授となり、1964年（昭和39年）に教授、1966年（昭和41年）に大谷大学文学部教授、1967年（昭和42年）に横浜国立大学教育学部教授となり、1968年（昭和43年）には「古代儒教の歴史的展開」によって京都大学から教育学博士の学位を取得。横浜国立大学退職後は、1990年（平成2年）から佛教大学教育学部教授。
2004年（平成16年）2月5日、死去。享年79。
服藤早苗（埼玉学園大学教授）、大戸安弘（横浜国立大学教授）、木内陽一（鳴門教育大学教授）、蛭田道春（大正大学教授）、井沢直也（いわき明星大学教授）、佐藤淳介（大分県立芸術短期大学教授）、壽福隆人（日本大学教授）などの日本史および日本教育史研究者を育成した。

## 主著
- 『日本の宗教 - 民衆の宗教史』、弘文堂、1965年
- 『大学寮と古代儒教』、サイマル出版会、1968年
- 『日本の宗教 - 過去と現在』、サイマル出版会、1971年
- 『日本古代学校の研究』、玉川大学出版部、1990年 ISBN 447207981X
- 『検証　清沢満之批判』、法蔵館、1995年